# Jlodro
Jlodro is een bestuurslaag in het regentschap Tuban van de provincie Oost-Java, Indonesië. Jlodro telt 1554 inwoners (volkstelling 2010).